# Дягілєва Яна Станіславівна
Дя́гілєва Я́на (Я́нка) Станісла́вівна (рос. Дягилева Яна Станиславовна; *4 вересня 1966, Новосибірськ — †близько 9 травня 1991, околиці Новосибірська) — російська поетеса, автор і виконавиця пісень.

## Біографія
Яна Дягілєва народилась 4 вересня 1966 року в Новосибірську в родині інженерів Станіслава та Галини Дягілєвих. На одну восьму — українка і чешка. Була єдиною дитиною в родині. Закінчивши середню школу, один рік навчалась у музичній школі по класу фортепіано. Самостійно навчилась грати на гітарі, захоплювалась поезією «срібного століття».
В 1984 році за наполяганням батьків вступила до Новосибірського інституту інженерів водного транспорту, покинувши його на другому курсі. В 1985 році на одному з квартирників Янка познайомилась з Олександром Башлачовим, творчість якого справила на неї сильне враження, і цього ж року вона сама почала писати вірші. В жовтні 1986 року від раку померла її мати, смерть матері стала для дівчини болючим ударом.
У квітні 1987 року Дягілєва познайомилась з Єгором Лєтовим. Протягом 1988—1990 років разом з ним у складі «Гражданской обороны» вона їздила з концертами по СРСР, брала участь у рок-фестивалях, виступала сольно на численних квартирниках, здобувши тим самим всесоюзну популярність і визнання та ставши однією з найяскравіших представниць сибірського андеграунду.
Зникла 9 травня 1991 року з дачі батьків після затяжної депресії. Тіло Янки було знайдене рибалками в річці Іня за 40 км нижче по течії від ймовірного місця утоплення вже 17 травня. Обставини загибелі залишились нез'ясованими, а версії щодо самогубства чи нещасного випадку піддаються сумнівам попри те, що згідно з офіційним медичним висновком на тілі не було знайдено слідів насильницької смерті. Похована на Заєльцівському цвинтарі Новосибірська 19 травня 1991 року. В останню путь Янку Дягілєву проводжало понад тисячу осіб.

## Дискографія

### Прижиттєві альбоми та збірки
- 1988 — Не положено
- 1988 — Декласированным элементам
- 1989 — Продано!
- 1989 — Ангедония
- 1989 — Домой!
- 1991 — Стыд и срам

### Посмертні альбоми та збірки
- 1992 — Не положено
- 1992 — Я оставляю ещё полкоролевства
- 1992 — Столетний дождь

## Кавер-версії
- У 2007 році американська співачка, що народилась в Харкові, Аліна Сімон записала триб'ют-альбом, що цілком складався з кавер-версій пісень Янки Дягілевої. Альбом вийшов у 2008 році під назвою «англ. Everyone is Crying Out to Me Beware»[2].